# クーン・バウマン
クーン・バウマン (Koen Bouwman 1993年12月2日 ユルフト - )はオランダの自転車競技選手。2016年よりチーム・ロットNL・ユンボに所属している。

## 主な成績
2014
フォルタ・リンブルフ・クラシック 10位
2015
ツール・ド・ノルマンディ 山岳賞
2017
クリテリウム・デュ・ドフィネ　 山岳賞（第3ステージ優勝）
2018
ツアー・オブ・ブリテン 区間優勝（第5ステージ・チームタイムトライアル）
2019
UAEツアー 区間優勝（第1ステージ・チームタイムトライアル）
UECロード・ヨーロッパ選手権  タイムトライアル・ミックスリレー 優勝
世界選手権自転車競技大会ロードレース  タイムトライアル・ミックスリレー 優勝
2020
チェコサイクリングツアー  山岳賞
2022
ジロ・デ・イタリア  山岳賞（第7、19ステージ優勝）
オコロ・スロヴェンスカ 区間優勝（第3ステージ）
2023
ブエルタ・ア・ブルゴス 区間優勝（第2ステージ・チームタイムトライアル）
2024
セッティマーナ・インテルナツィオナーレ・ディ・コッピ・エ・バルタリ  総合優勝（第3ステージ優勝）

### グランツールの総合成績
| グランツール               | 2016 | 2017 | 2018 | 2019 | 2020 | 2021 | 2022 | 2023 |
| -------------------------- | ---- | ---- | ---- | ---- | ---- | ---- | ---- | ---- |
| ジロ・ディ・イタリア       | —    | —    | 50   | 41   | DNF  | 12   | 21   | 25   |
| ツール・ド・フランス       | —    | —    | —    | —    | —    | —    | —    | —    |
| ブエルタ・ア・エスパーニャ | 123  | 41   | —    | —    | —    | 42   | —    | —    |